# Ashe, Hampshire
Ashe är en by i civil parish Overton, i distriktet Basingstoke and Deane, i grevskapet Hampshire i England. Byn är belägen 21 km från Winchester. Ashe var en civil parish fram till 1932 när blev den en del av Overton och Steventon. Civil parish hade 174 invånare år 1931. Byn nämndes i Domedagsboken (Domesday Book) år 1086, och kallades då Esse.